# Jorge Miranda
Jorge Miranda – portugalski rugbysta, ośmiokrotny reprezentant Portugalii w rugby union mężczyzn. Jego pierwszym meczem w reprezentacji było spotkanie z Hiszpanią, które zostało rozegrane 1 maja 1965 w Lizbonie. Ostatni raz w reprezentacji zagrał 31 marca 1968 z Hiszpanią.